# I sogni muoiono all'alba
I sogni muoiono all'alba è un film del 1961 diretto da Mario Craveri, Enrico Gras e Indro Montanelli. Tratto da un testo teatrale del 1960 dello stesso Montanelli.

## Trama
Cinque giornalisti italiani vivono le ultime ore della Rivoluzione ungherese del 1956.

## Riconoscimenti
- 1962 - David di Donatello
  - David speciale a Lea Massari
- 1962 - Grolla d'oro
  - Miglior attrice a Lea Massari